# Soldier's Girl

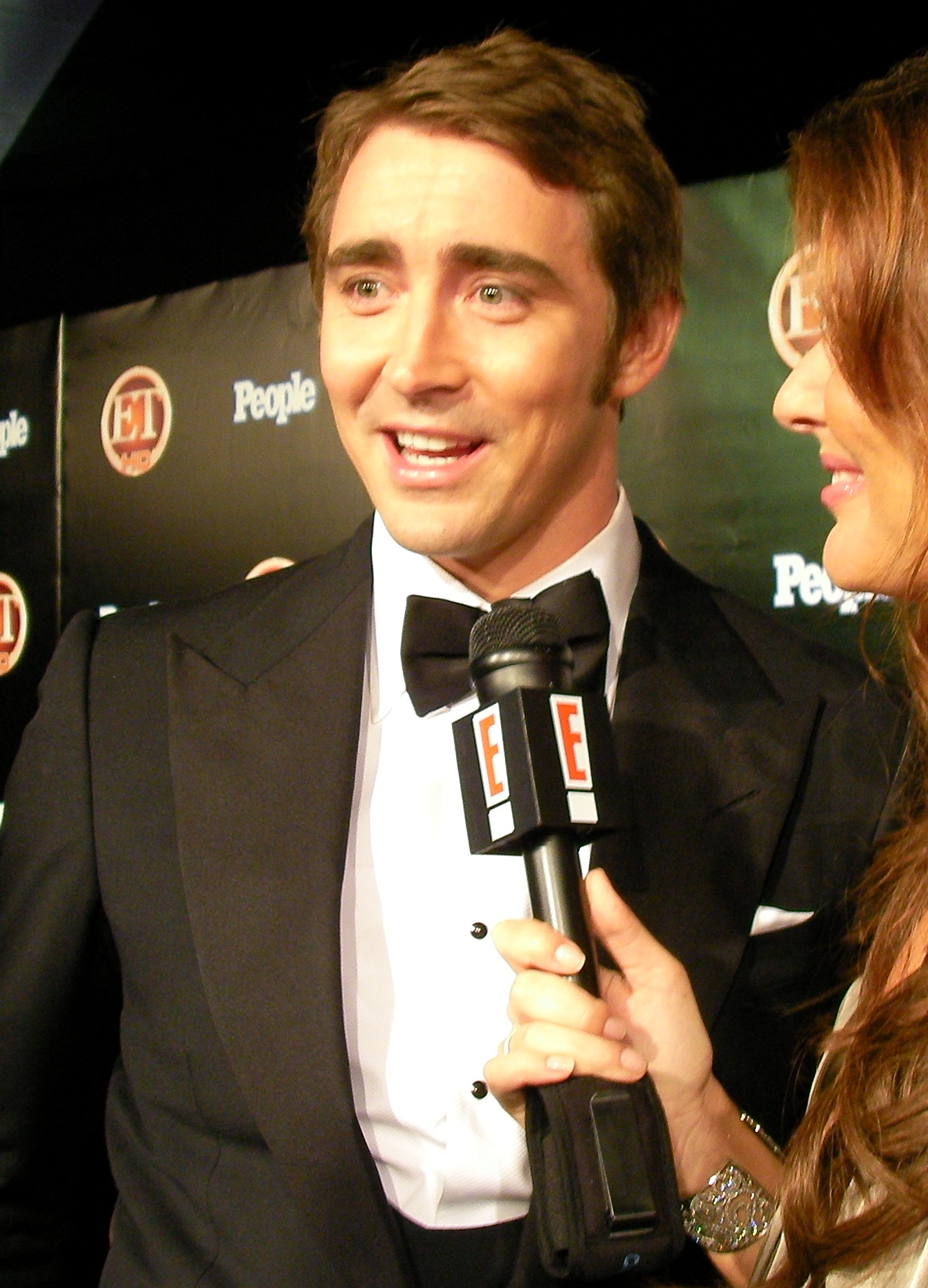
Lee Pace, dans le rôle de Calpernia Addams.

Soldier's Girl est un téléfilm américain réalisé en 2003 par Frank Pierson.

## Synopsis
Histoire vraie d'un jeune soldat battu à mort par un autre militaire pour être tombé amoureux d'une femme transgenre, vedette d'un nightclub (Don't ask, don't tell).

## Distribution
- Troy Garity : Barry
- Lee Pace : Calpernia Addams
- Andre Braugher : Sergent Diaz
- Vince Corazza : Sergent Paxton
- Shawn Hatosy : Justin Fisher
- Barclay Hope : Lester

## Récompenses
Nommé aux Emmy Awards en 2003 et aux Golden Globes en 2004.